# Martynas Arlauskas
Martynas Arlauskas (Kaunas, 10 luglio 2000) è un cestista lituano.

## Carriera

### Nazionale
Nel 2019 ha disputato il Mondiale Under-19, concluso al quarto posto finale.

## Palmarès
- Campionato lituano: 1

Žalgiris Kaunas: 2017-2018
- Coppa di Lituania: 1

Žalgiris Kaunas: 2018